# Pimpla iothales
Pimpla iothales är en stekelart som först beskrevs av Porter 1970.  Pimpla iothales ingår i släktet Pimpla och familjen brokparasitsteklar. Inga underarter finns listade i Catalogue of Life.